# Chabab Mohammédia
Chabab Mohammédia (arabisch نادي شباب المحمدية, DMG Nādī Šabāb al-Muḥammadiyya) ist ein marokkanischer Fußballverein.
Der 1948 gegründete Verein aus der Hafenstadt Mohammedia spielte in der Saison 2008/09 in der GNF 1, der höchsten marokkanischen Spielklasse. Die Mannschaft erreichte nur den 16. Rang und musste in die GNF 2 absteigen. Die Vereinsfarben sind rot und schwarz.
Der Verein konnte im Jahr 1980 unter dem Namen SCCM de Mohammédia die marokkanische Meisterschaft gewinnen, 1972 und 1975 gelang der Sieg in der Coupe du Trône de football, dem Pokalwettbewerb von Marokko. Zudem siegte die Mannschaft 1973 bei der Coupe du Maghreb des vainqueurs de coupe.

## Erfolge

### Meisterschaften
- Marokkanische Meister:
  - 1980
- Marokkanischer Zweitligameister:
  - 1993, 2020
- Meister der dritthöchsten Liga:
  - 1958, 2019

### Pokalwettbewerbe
- Marokkanischer Fußballpokal:
  - Sieger: 1972, 1975
  - Finalist: 1949, 1979, 1999
- Marokkanischer Supercup:
  - 1975, 1980
- Nordafrikanischer Pokal der Pokalsieger:
  - Sieger: 1973
  - Finalist: 1975